# ひろいきの
『ひろいきの』は2013年10月15日から2014年9月16日まで、フジテレビで毎週火曜未明に放送されていたバラエティ番組。

## 内容
有吉弘行の冠番組。有吉のあまり知られていない部分にスポットを当て、有吉をイジる番組。番組タイトルは、「有吉の下の名前『弘行』は、正しくは『ひろいき』と読むが、あまり知られていない」ということから来ている。
ひとつのエピソードを2回から4回に分けて放送されていた。
#42・#43の「ひろいきの散髪」は『土曜プレミアム・有吉の夏休み2014密着100時間inハワイ』に連動した本編未公開エピソードを放送。
後番組も有吉弘行が、継続してMCを務める冠番組『おーい!ひろいき村』。

## 出演者
- 有吉弘行

## 放送リスト
| 2013年  | 2013年                 | 2013年                                                 | 2013年     | 2013年                                                                                |
| 回      | 放送日                 | 今回のひろいき                                         | 進行       | ゲスト                                                                                |
| ------- | ---------------------- | ------------------------------------------------------ | ---------- | ------------------------------------------------------------------------------------- |
| 1       | 10月15日 （1:49-2:04） | ひろいきのコンプレックス克服（スキューバダイビング編） | 加藤綾子   | 酒井健太（アルコ&ピース）                                                             |
| 2       | 10月22日 （1:40-1:55） | ひろいきのコンプレックス克服（スキューバダイビング編） | 加藤綾子   | 酒井健太（アルコ&ピース）                                                             |
| 3       | 10月29日 （3:50-4:05） | ひろいきのコンプレックス克服（ツッコミ編）             | 加藤綾子   | 酒井健太（アルコ＆ピース） 柴田英嗣（アンタッチャブル）                               |
| 4       | 11月5日 （1:35-1:50）  | ひろいきのコンプレックス克服（ツッコミ編）             | 加藤綾子   | 酒井健太（アルコ＆ピース） 柴田英嗣（アンタッチャブル）                               |
| 5       | 11月12日 （1:25-1:40） | ひろいきのモノマネ                                     | 三田友梨佳 | 渡部建（アンジャッシュ） 花香よしあき                                                 |
| 6       | 11月19日 （1:35-1:50） | ひろいきのモノマネ                                     | 三田友梨佳 | 渡部建（アンジャッシュ） 花香よしあき                                                 |
| 7       | 11月26日 （1:40-1:55） | ひろいきの相方オーディション                           | 三上真奈   | アンガールズ ムートン伊藤 桐野安生 ハッポゥくん デルピエロ山口 西堀亮（マシンガンズ） |
| 8       | 12月3日 （1:40-1:55）  | ひろいきの相方オーディション                           | 三上真奈   | アンガールズ ムートン伊藤 桐野安生 ハッポゥくん デルピエロ山口 西堀亮（マシンガンズ） |
| 9       | 12月10日 （1:44-1:59） | ひろいきの相方オーディション                           | 三上真奈   | アンガールズ ムートン伊藤 桐野安生 ハッポゥくん デルピエロ山口 西堀亮（マシンガンズ） |
| 10      | 12月17日 （1:35-1:50） | ひろいきの相方オーディション                           | 三上真奈   | アンガールズ ムートン伊藤 桐野安生 ハッポゥくん デルピエロ山口 西堀亮（マシンガンズ） |
| 11 (SP) | 12月24日 （1:25-2:05） | ひろいきのサンタ                                       | 三上真奈   | 狩野英孝 コカドケンタロウ（ロッチ） 坪倉由幸（我が家）                                |

| 2014年        | 2014年                 | 2014年                              | 2014年     | 2014年 |
| 回            | 放送日                 | 今回のひろいき                      | 進行       | ゲスト |
| ------------- | ---------------------- | ----------------------------------- | ---------- | --- |
| 12            | 1月14日 （1:40-1:55）  | ひろいきのコント                    | 三上真奈   | 田中卓志（アンガールズ） かもめんたる アルコ&ピース トップリード |
| 13            | 1月21日 （1:40-1:55）  | ひろいきのコント                    | 三上真奈   | 田中卓志（アンガールズ） かもめんたる アルコ&ピース トップリード |
| 14            | 1月28日 （1:40-25:55） | ひろいきのコント                    | 三上真奈   | 田中卓志（アンガールズ） かもめんたる アルコ&ピース トップリード |
| 15            | 2月4日 （1:40-1:55）   | ひろモネア                          | 三上真奈   | カンニング竹山、くじら 妹尾涼（ザ・パーフェクト） 岩崎う大（かもめんたる）、お侍ちゃん 中田喜之（逆転満塁ホームラン） かねきよ勝則（新宿カウボーイ） 西堀亮（マシンガンズ） 安田和博（デンジャラス） |
| 16            | 2月11日 （1:44-1:59）  | ひろモネア                          | 三上真奈   | カンニング竹山、くじら 妹尾涼（ザ・パーフェクト） 岩崎う大（かもめんたる）、お侍ちゃん 中田喜之（逆転満塁ホームラン） かねきよ勝則（新宿カウボーイ） 西堀亮（マシンガンズ） 安田和博（デンジャラス） |
| 17            | 2月18日 （1:35-1:50）  | ひろモネア                          | 三上真奈   | カンニング竹山、くじら 妹尾涼（ザ・パーフェクト） 岩崎う大（かもめんたる）、お侍ちゃん 中田喜之（逆転満塁ホームラン） かねきよ勝則（新宿カウボーイ） 西堀亮（マシンガンズ） 安田和博（デンジャラス） |
| 18            | 2月25日 （1:49-2:04）  | ひろモネア                          | 三上真奈   | カンニング竹山、くじら 妹尾涼（ザ・パーフェクト） 岩崎う大（かもめんたる）、お侍ちゃん 中田喜之（逆転満塁ホームラン） かねきよ勝則（新宿カウボーイ） 西堀亮（マシンガンズ） 安田和博（デンジャラス） |
| 19            | 3月4日 （1:25-1:40）   | ひろいきのカミングアウト            | 三上真奈   | アンガールズ バターぬりえ、松崎克俊（やさしい雨） 森下悠里 |
| 20            | 3月11日 （2:49-3:04）  | ひろいきのカミングアウト            | 三上真奈   | アンガールズ バターぬりえ、松崎克俊（やさしい雨） 森下悠里 |
| 21            | 3月18日 （1:40-1:55）  | ひろいきのカミングアウト            | 三上真奈   | アンガールズ バターぬりえ、松崎克俊（やさしい雨） 森下悠里 |
| 22            | 4月1日 （0:55-1:10）   | ひろいきの楽屋                      | 三上真奈   | ビビる大木 |
| 23 (SP)       | 4月8日 （0:35-1:35）   | ひろいきの春の芸人感謝祭スペシャル  | 三上真奈   | 狩野英孝、大村朋宏（トータルテンボス） 加藤歩（ザブングル）、坪倉由幸（我が家） コカドケンタロウ（ロッチ）                                                                                           |
| 24            | 4月15日 （1:50-2:05）  | ひろいきの趣味                      | 三上真奈   | アンガールズ 木村成希（レトロ小町） 小森麻由（梅小鉢） 小林ぼっち 関太（タイムマシーン3号） |
| 25            | 4月22日 （1:35-1:50）  | ひろいきの趣味                      | 三上真奈   | アンガールズ 木村成希（レトロ小町） 小森麻由（梅小鉢） 小林ぼっち 関太（タイムマシーン3号） |
| 26            | 4月29日 （1:55-2:10）  | ひろいきの趣味                      | 三上真奈   | アンガールズ 木村成希（レトロ小町） 小森麻由（梅小鉢） 小林ぼっち 関太（タイムマシーン3号） |
| 27            | 5月6日 （1:30-1:45）   | ひろいきの趣味                      | 三上真奈   | アンガールズ 木村成希（レトロ小町） 小森麻由（梅小鉢） 小林ぼっち 関太（タイムマシーン3号） |
| 28            | 5月13日 （1:45-1:59）  | ひろいきの同棲シミュレーション      | 三上真奈   | 眞鍋かをり KABA.ちゃん 川村エミコ（たんぽぽ） 杉原杏璃 |
| 29            | 5月20日 （1:40-1:55）  | ひろいきの同棲シミュレーション      | 三上真奈   | 眞鍋かをり KABA.ちゃん 川村エミコ（たんぽぽ） 杉原杏璃 |
| 30            | 5月27日 （1:40-1:55）  | ひろいきの同棲シミュレーション      | 三上真奈   | 眞鍋かをり KABA.ちゃん 川村エミコ（たんぽぽ） 杉原杏璃 |
| 31            | 6月3日 （1:55-2:10）   | ひろいきのバースデーパーティー      | 三上真奈   | カンニング竹山 田中卓志（アンガールズ） 吉村崇（平成ノブシコブシ） |
| 32            | 6月10日 （1:40-1:55）  | ひろいきのバースデーパーティー      | 三上真奈   | カンニング竹山 田中卓志（アンガールズ） 吉村崇（平成ノブシコブシ） |
| 33            | 6月17日 （1:40-1:55）  | ひろいきのギャグ                    | 三上真奈   | 柴田英嗣（アンタッチャブル） かねきよ勝則（新宿カウボーイ） 篠宮暁（オジンオズボーン） ちゅうえい（流れ星）                                                                                          |
| 34            | 7月1日 （1:50-2:05）   | ひろいきのギャグ                    | 三上真奈   | 柴田英嗣（アンタッチャブル） かねきよ勝則（新宿カウボーイ） 篠宮暁（オジンオズボーン） ちゅうえい（流れ星）                                                                                          |
| 35            | 7月8日 （1:50-2:05）   | ひろいきのギャグ                    | 三上真奈   | 柴田英嗣（アンタッチャブル） かねきよ勝則（新宿カウボーイ） 篠宮暁（オジンオズボーン） ちゅうえい（流れ星）                                                                                          |
| 36            | 7月15日 （2:00-2:15）  | ひろモネア -児嶋軍団-               | 三上真奈   | 児嶋一哉（アンジャッシュ） アイアム野田（鬼ヶ島） ガッテン森枝（エレファントジョン） マントル一平（地球）、ゆってぃ 関太（タイムマシーン3号） デンジャラス、西堀亮（マシンガンズ）                   |
| 37            | 7月22日 （1:55-2:10）  | ひろモネア -児嶋軍団-               | 三上真奈   | 児嶋一哉（アンジャッシュ） アイアム野田（鬼ヶ島） ガッテン森枝（エレファントジョン） マントル一平（地球）、ゆってぃ 関太（タイムマシーン3号） デンジャラス、西堀亮（マシンガンズ）                   |
| 38            | 7月29日 （1:55-2:10）  | ひろモネア -児嶋軍団-               | 三上真奈   | 児嶋一哉（アンジャッシュ） アイアム野田（鬼ヶ島） ガッテン森枝（エレファントジョン） マントル一平（地球）、ゆってぃ 関太（タイムマシーン3号） デンジャラス、西堀亮（マシンガンズ）                   |
| 39            | 8月5日 （1:30-1:45）   | ひろモネア -児嶋軍団-               | 三上真奈   | 児嶋一哉（アンジャッシュ） アイアム野田（鬼ヶ島） ガッテン森枝（エレファントジョン） マントル一平（地球）、ゆってぃ 関太（タイムマシーン3号） デンジャラス、西堀亮（マシンガンズ）                   |
| 40            | 8月12日 （1:45-1:59）  | ひろいきのアンケート                | 三田友梨佳 | 木下隆行（TKO） 有野晋哉（よゐこ）、ちゅうえい（流れ星） 平子祐希（アルコ&ピース） |
| 41            | 8月19日 （1:40-1:55）  | ひろいきのアンケート                | 三田友梨佳 | 木下隆行（TKO） 有野晋哉（よゐこ）、ちゅうえい（流れ星） 平子祐希（アルコ&ピース） |
| 42            | 8月26日 （3:15-3:30）  | 夏休み！ハワイ特別篇 ひろいきの散髪 | 狩野英孝   | カンニング竹山 酒井健太（アルコ&ピース） 指原莉乃（HKT48）、ダレノガレ明美 渡部建（アンジャッシュ）                                                                                                  |
| 43            | 9月2日 （1:45-1:59）   | 夏休み！ハワイ特別篇 ひろいきの散髪 | 狩野英孝   | カンニング竹山 酒井健太（アルコ&ピース） 指原莉乃（HKT48）、ダレノガレ明美 渡部建（アンジャッシュ）                                                                                                  |
| 44            | 9月9日 （25:40-1:55）  | ひろいきの名言                      | 三田友梨佳 | 陣内智則、和田貴志（鬼ヶ島） インスタントジョンソン、鈴木奈都 山内崇（360°モンキーズ） ヤマザキモータース                                                                                            |
| 45 （最終回） | 9月16日 （1:45-1:59）  | ひろいきの名言                      | 三田友梨佳 | 陣内智則、和田貴志（鬼ヶ島） インスタントジョンソン、鈴木奈都 山内崇（360°モンキーズ） ヤマザキモータース                                                                                            |

## ネット局
| ネット局       | ネット局                  | ネット局       | ネット局                     | ネット局                       | ネット局   |
| 放送対象地域   | 放送局                    | 系列           | 放送日時                     | 放送期間                       | ネット状況 |
| -------------- | ------------------------- | -------------- | ---------------------------- | ------------------------------ | ---------- |
| 関東広域圏     | フジテレビ（CX）          | フジテレビ系列 | 火曜 1:30 - 1:45（月曜深夜） | 2013年10月15日 - 2014年9月16日 | 制作局     |
| 宮城県         | 仙台放送（OX）            | フジテレビ系列 | 火曜 1:30 - 1:45（月曜深夜） | 2013年10月15日 - 2014年9月16日 | 同時ネット |
| 長野県         | 長野放送（NBS）           | フジテレビ系列 | 火曜 1:30 - 1:45（月曜深夜） | 2013年10月15日 - 2014年9月16日 | 同時ネット |
| 岡山県・香川県 | 岡山放送（OHK）           | フジテレビ系列 | 火曜 1:30 - 1:45（月曜深夜） | 2013年10月15日 - 2014年9月16日 | 同時ネット |
| 青森県         | 青森テレビ（ATV）         | TBS系列        | 金曜 0:33 - 0:48（木曜深夜） | 2013年10月22日 - 不明          | 遅れネット |
| 北海道         | 北海道文化放送（uhb）     | フジテレビ系列 | 金曜 0:40 - 0:55（木曜深夜） | 2013年10月24日 - 不明          | 遅れネット |
| 高知県         | 高知さんさんテレビ（KSS） | フジテレビ系列 | 土曜 1:05 - 1:20（金曜深夜） | 2013年10月26日 - 不明          | 遅れネット |
| 広島県         | テレビ新広島（tss）       | フジテレビ系列 | 火曜 1:30 - 1:45（月曜深夜） | 2014年4月1日 - 不明            | 遅れネット |
| 熊本県         | テレビくまもと（TKU）     | フジテレビ系列 | 土曜 0:50 - 1:05（金曜深夜） | 2014年4月5日 - 不明            | 遅れネット |
| 福岡県         | テレビ西日本（TNC）       | フジテレビ系列 | 土曜 2:05 - 2:20（金曜深夜） | 2014年4月5日 - 不明            | 遅れネット |
| 中京広域圏     | 東海テレビ（THK）         | フジテレビ系列 | 土曜 0:55 - 1:10（金曜深夜） | 2014年4月12日 - 不明           | 遅れネット |
| 新潟県         | 新潟総合テレビ（NST）     | フジテレビ系列 | 水曜 1:45 - 2:00（火曜深夜） | 2014年4月23日 - 不明           | 遅れネット |

- 2013年12月10日（9日深夜）放送分はフジテレビで『ワイドナショー』開始前にミニ枠2枠挿入のため、本番組を1:44 - 1:59に繰り下げて放送するが、2枠目のミニ枠（0:45 - 0:54）を放送しない、一部のフジテレビ同時ネット局において、フジテレビより9分先行ネットとした。
- 仙台放送・高知さんさんテレビは、2013年12月24日（23日深夜）の「ひろいきの 40分スペシャル」を同時ネットした。

### 不定期ネット局
- テレビ山口（tys・TBS系列）
- 関西テレビ（KTV）[4]

## スタッフ
- ナレーター:中村仁美
- 編成:石川綾一（フジテレビ）
- 構成:相澤昇、永井ふわふわ
- CAM:江藤恭真、徳久裕、大塚孝輔、浦谷清順
- AUD:行廣晋一
- VE:山下貴之、大井剛、岩瀬靖生、梅澤大輔、重松敦
- 編集:鳥塚幸輔
- MA:田村佑資
- 音響効果:齋藤俊郎、田村智之（クジラノイズ）
- TK:山中京子
- タイトル:前川陽介 (.movs)
- 技術協力:ジーリングスタジオ、J-crew
- メイク:山田カツラ
- 広報:鈴木はるか（フジテレビ）
- 制作進行:吉田健一
- AD:有働可奈子、本吉拓也
- ディレクター:武田雄一、佐久間隆太、深代琢也、大槻圭介、中村慶
- コンテンツプロデューサー:五十嵐剛（フジテレビ）、西村拓也
- プロデューサー:星利也、上原敏明、白川ゆうじ
- 演出:谷中憲
- 制作協力:U-FIELD
- 制作著作:TVBOX
- 企画制作:フジテレビ

過去のスタッフ
- 編成企画:高瀬敦也（フジテレビ）